# Charles Ogden
Charles Ogden é um escritor estadunidense autor de livros para crianças e adolescentes.

## Livros
- Rare Beasts 2003 ISBN 0-689-86070-6
- Tourist Trap 2004 ISBN 1-58246-111-2
- Under Town 2004 ISBN 1-58246-126-0
- Pet's Revenge 2006 ISBN 0-689-86106-0
- High Wire 2006 ISBN 1-4169-1500-1
- Nod's Limbs 2007 ISBN 1-4169-1501-X
- Mischief Manual 2007 ISBN 1-4169-3935-0
- Hot Air 2008 ISBN 1-4169-3935-0
- Frost Bites Novembro de 2008
- Split Ends Janeiro de 2009